# Eva Schatzer
Eva Schatzer (* 16. Januar 2005 in Brixen) ist eine italienische Fußballspielerin.

## Karriere

### Verein
Schatzer wuchs in Vahrn in Südtirol auf. Sie begeisterte sich schon früh für den Fußball, da ihr Vater und ihren beiden Brüdern bereits Fußball spielten. Mit fünf Jahren begann sie in der örtlichen Dorfmannschaft zu spielen, als einziges Mädchen unter den gleichaltrigen Jungen, zunächst als Torhüterin.
Im Sommer 2014 beschloss sie, in einem reinen Frauenteam weiterzuspielen und schloss sich Brixen OBI an, wo sie mit ihren Teamkolleginnen, darunter auch ihre Cousine Elisa Pfattner, mit der sie später ihren beruflichen Werdegang teilte, bei den lokalen Juniorenmeisterschaften gegen männliche Mannschaften antrat und diese besiegte. Unter der Leitung von Trainer Florian Weissteiner, mit dem die Brixnerinnen zwischen 2016 und 2017 in den U12-Turnieren des Gazzetta Cups und des Danone Nations Cups brillierten, weckten Schatzer und Pfattner das Interesse der Scouts der großen Vereine, was in einem Tryout bei Juventus Turin mündete.
Nach ihrer Ankunft in Turin im Sommer 2020 begann Schatzer in der U17-Mannschaft zu spielen; nach nur einem Monat wechselte sie dauerhaft in den Kader der U19-Mannschaft, die die Primavera-Meisterschaft 2020/21 spielte und in dieser Saison nach dem ersten Platz in der Vorrunde A das Finale erreichte, das sie in der Nachspielzeit mit 0:1 gegen die AS Rom verlor. In den nächsten beiden Spielzeiten trug sie weiterhin das Trikot der U19 als Spielführerin und verlor erneut das Finale der Meisterschaft 2021/22 gegen die Rom, nachdem man in der regulären Saison wieder den ersten Platz erreicht hatte. Zu Beginn des Jahres 2023 wurde sie von Joe Montemurro in die erste Mannschaft berufen. Am 8. Januar gab Schatzer ihr Debüt in der Coppa Italia, als sie in der 74. Minute der der Gruppe B der ersten Ausscheidungsrunde, die mit 4:1 gegen Brescia gewonnen wurde, für Linda Sembrant eingewechselt wurde.
Während des Sommertransferfensters 2023 wurde Schatzer zusammen mit Michela Giordano an Sampdoria Genua ausgeliehen, um den Kader von Sampdoria kurz vor Saisonbeginn zu vervollständigen; der ligurische Verein hatte unsichere Zeiten erlebt, als er den Rückzug seines Frauenteams aus der Serie A 2023/24 erklärt hatte, um später doch teilzunehmen. Trotz des späten Beginns der Vorbereitung vertraute Trainer Salvatore Mango auf Schatzer und setzte sie vom ersten Ligaspiel an in die Startelf, so dass sie am 17. September 2023 bei der 0:2-Heimniederlage gegen Inter Mailand ihr Debüt in der Serie A gab. Ihr erstes Tor im Trikot der Blucerchiata erzielte sie am 10. Spieltag, dem ersten Spieltag der Rückrunde gegen Inter, das 1:1 endete, nach sechs Minuten.
Nach einer erfolgreichen Saison bei Sampdoria kehrte Schatzer am 18. Juni 2024 zu Juventus zurück und zählte damit zu den ersten Spielerinnen, denen der Sprung aus der Jugendabteilung der Bianconeri in die erste Mannschaft gelang.

### Nationalmannschaft
Mit der U17 nahm Eva Schatzer ab Oktober an der Qualifikation für die U-17-Europameisterschaft 2022 teil. Nachdem sie sich mit der Mannschaft nicht hatte für das Turnier qualifizieren können, ging sie in den Kader der U19 über, mit welcher sie an deren U-19-Europameisterschaft im selben Jahr teilnahm. Im Februar 2023 kam sie erstmals in der U23 zum Einsatz.
Für die A-Nationalmannschaft bestritt Schatzer noch kein Spiel. Bei der WM 2023 reiste sie dennoch als Standby mit der Mannschaft zum Turnier.
Am 24. Juni 2025 wurde sie von Andrea Soncin für den italienischen Kader bei der Europameisterschaft 2025 nominiert. Sie ist die jüngste Spielerin und Feldspielerin mit den wenigsten Spielen im Kader.